# Quintettes avec piano d'Ernest Bloch

Ernest Bloch a écrit deux quintettes avec piano.
Même s'il est plus connu pour son œuvre symphonique, Bloch a écrit de nombreuses partitions de musique de chambre, dont cinq quatuors à cordes.

## Quintetteno1op. 33
Il a été composé entre 1921 et 1923 à Cleveland. Il reprend des thèmes d'une sonate pour violoncelle inachevée. Il est dédié à Harold Bauer et le Lenox Quartet qui l'ont créé le 11 novembre 1923 au Klaw Theatre à New York. Le 2 février 1925, il a été créé à Genève par Edith Hentsch-Humbert et le Quatuor Pro Arte.
Il se compose de trois mouvements et la durée d'exécution est d'environ une demi-heure.
- Agitato
- Andante mistico
- Allegro energico

## Quintetteno2
Il a été composé en 1957 à Agate Beach à la suite d'une commande de l'Université de Californie à Berkeley. Il utilise des thèmes à douze notes faisant penser au dodécaphonisme sans adhérer cependant, à ses conventions. Il a été créé le 15 avril 1958 par les étudiants de l'Université de Berkeley. Il a été joué le 6 décembre 1959 au Town Hall à New York par Leonid Hambro et le Juilliard String Quartet.
Il se compose de trois mouvements et la durée d'exécution est un peu moins de vingt minutes.
- Animato
- Andante
- Allegro-calmo